# Distelaardvlo
De distelaardvlo (Sphaeroderma testaceum) is een bladkever die tot de tribus Alticini behoort. De distelaardvlo komt van nature voor in Zuid- en Midden-Europa en het Midden-Oosten. In het noorden strekt hun leefgebied zich uit tot het zuiden van Scandinavië en Schotland, in het zuiden tot in het Middellandse Zeegebied en in Noord-Afrika (Tunesië), Cyprus. De soort werd geïntroduceerd in Noord-Amerika en werd voor het eerst ontdekt in Nova Scotia in augustus 2001. Het heeft zich daar gevestigd in de Atlantische provincies in het oosten van Canada. Dankzij een veermechanisme (de "metafemorale veer") in de sterk ontwikkelde dij van de achterste poten kunnen de kevers, typisch voor de meeste aardvlooien wegspringen bij gevaar.

## Beschrijving
De kever is 3,5-4,2 mm groot. De geelachtig rood gekleurde kever heeft een ronde tot ovale vorm. De ogen zijn bolvormig. Het pronotum (halsschild) en de dekschilden zijn sterk gepunkteerd. Aan weerszijden van de dekschilden bevindt zich een in de lengte lopende groef. De antennes hebben elf segmenten. De dekschilden zijn het breedst in het midden met een doorlopende apicale rand. Het oppervlak is matig grof gepunkteerd. De poten zijn lang en robuust, de achterste dijbenen zijn sterk ontwikkeld vergeleken met de middelste dijbenen. Dankzij een veermechanisme (de "metafemorale veer") in de sterk ontwikkelde dij van de achterste poten kunnen de kevers, typisch voor de meeste aardvlooien wegspringen bij gevaar.De tibiae zijn zwak verbreed tot een schuin afgeknotte top, iets gekromd met apicaal gevormd tot een stompe uitwendige haak, elk met een kleine uitloper en een reeks korte, stijve setae rond de externe apicale hoek. De tarsi zijn pseudoviergesementeerd door het tweelobbige derde segment. Bij de mannetjes is het basale segment van alle tarsi verbreed.

## Levenscyclus
De volwassen kevers vliegen van mei tot september. De larven ontwikkelen zich in de bladeren van de waardplanten. Ze overwinteren meestal in het derde larvale (laatste) stadium. De verpopping vindt plaats in het voorjaar. De volwassen kevers voeden zich ook met de bladeren van de waardplanten. De kever legt eitjes van juli tot oktober of november. Er worden eieren gelegd op de onderkant van zowel jonge als volgroeide bladeren, meestal in de buurt van grote nerven en meestal meerdere eitjes per blad. De larven komen binnen twee weken uit het ei en boren zich onmiddellijk in het blad en beginnen te mineren. Ze maken een lange gebogen mijn vaak de rand van het blad volgend met zeer weinig uitwerpselen, waarvan de randen ongelijk uitgevreten worden, zodat het op sommige plaatsen een stomp zaagtandachtig uiterlijk heeft. Vaak lopen meerdere mijnen parallel aan de rand en soms vormen ze onregelmatige lussen. De larven doorlopen drie stadia en zijn in de herfst in verschillende stadia van ontwikkeling aanwezig en overwinteren. Het is waarschijnlijk dat een winterdiapauze nodig is voordat verpopping kan plaatsvinden. De jongere larven zullen zich in het voorjaar verder ontwikkelen en verpopping vindt plaats van maart tot juli. Vanaf mei verschijnt de eerste nieuwe generatie volwassen kevers. Waarschijnlijk zullen de laat uitgekomen larven overwinteren.

## Waardplanten
De waardplanten zijn vederdistels (Cirsium), distels (Carduus), vooral de akkerdistel (Cirsium arvense), Carlina, Onopordum, Cynara, waaronder artisjok en in mindere mate soorten van het geslacht Centaurie. In Canada is de daar geïntroduceerde akkerdistel de belangrijkste waardplant. Typische habitats zijn grasland, akkerland, bermen, beboste randen en hagen. Ze kunnen vooral veel voorkomen op verstoord land.

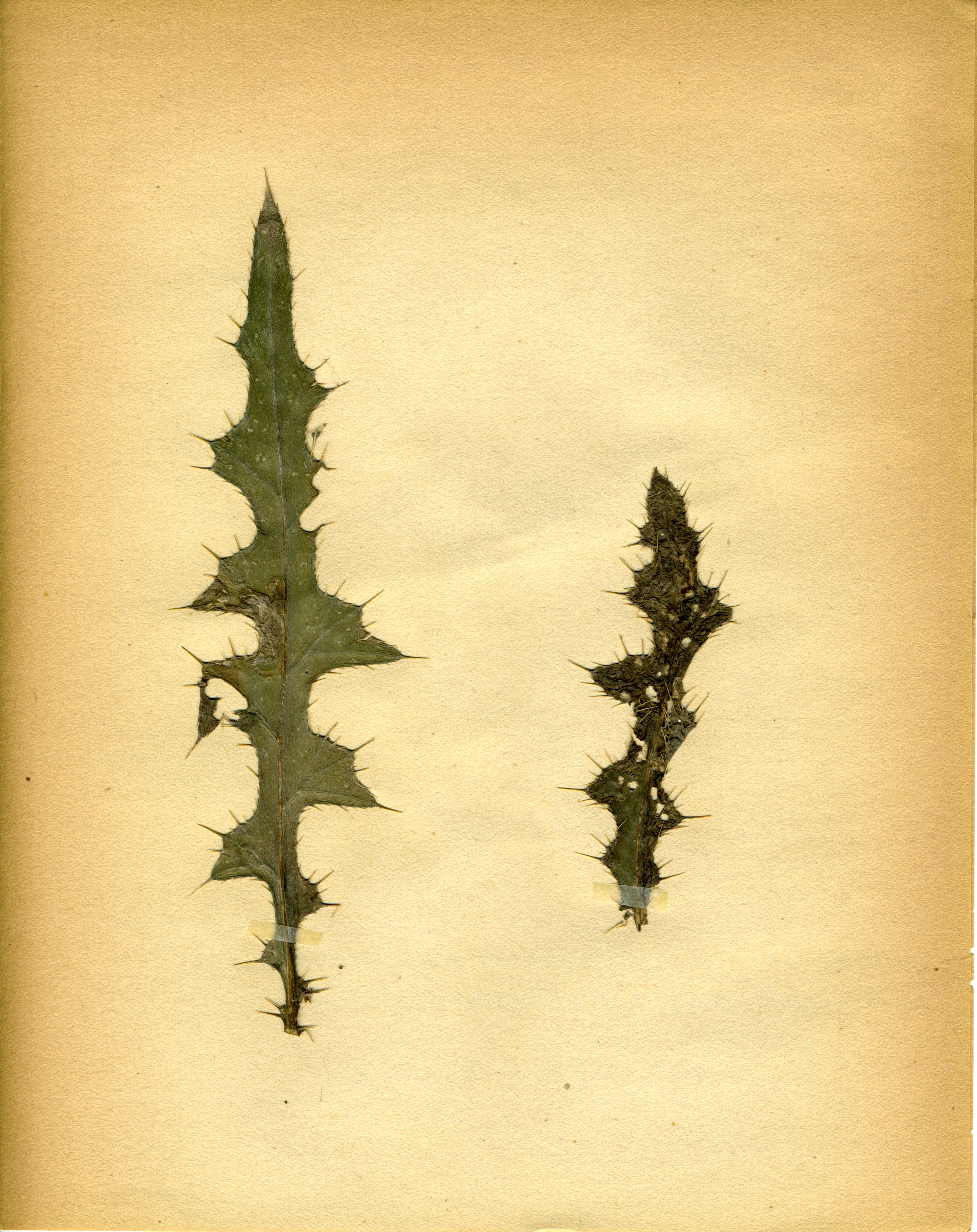
Vraatbeeld bij akkerdistel

## Bron
- Dit artikel of een eerdere versie ervan is een (gedeeltelijke) vertaling van het artikel Sphaeroderma testaceum op de Duitstalige Wikipedia, dat onder de licentie Creative Commons Naamsvermelding/Gelijk delen valt. Zie de bewerkingsgeschiedenis aldaar.